# Sainte-Chapelle (Dijon)

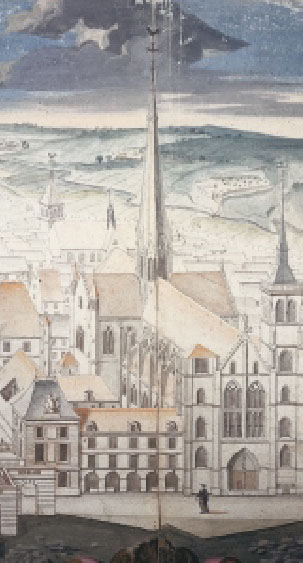
La Sainte-Chapelle du palais des ducs de Bourgogne, Detail einer Ansicht des Palasts 1688 von Jules Hardouin-Mansart

Die Sainte-Chapelle de Dijon im Herzogspalast von Dijon war die Privatkapelle der Herzöge von Burgund und der Sitz des Ordens vom Goldenen Vlies bis zum Tod von Karl dem Kühnen im Jahr 1477 und der Verlegung des Ordenssitzes in den Coudenberg-Palast in Brüssel. Ab dem Jahr 1802 wurde die Kapelle abgerissen.

## Die Ursprünge
Herzog Hugo III. brach 1171 zu einer Pilgerreise ins Heilige Land auf. Als sein Schiff auf der Überfahrt in einen Sturm geriet, schwor er, nach der Rettung im Bereich seiner Residenz in Dijon eine Kirche zu bauen, die er der Jungfrau Maria und Johannes dem Täufer weihen würde. Nachdem er dem Heiligen Stuhl das entsprechende Grundstück geschenkt hatte, gründete er nach seiner Rückkehr 1172 ein Kollegium von zehn Kanonikern, das er mit bedeutenden Privilegien ausstattete. Die Zahl wurde 1214 auf 20 und schließlich auf 24 zuzüglich des Doyens erhöht.

## Der Orden vom Goldenen Vlies
Nach der Gründung des Ordens vom Goldenen Vlies 1430 bestimmte Herzog Philipp der Gute 1432 die Sainte-Chapelle als „lieu, chapitre et collège“, also als Sitz des Ordens. Aufgrund der militärischen Auseinandersetzungen der Zeit konnte der Orden erst zu seinem dritten Kapitel am 30. November 1433 in der Sainte-Chapelle zusammenkommen.

## Die wundertätige Hostie

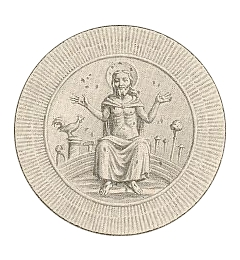
Die Heilige Hostie

In der Sainte-Chapelle wurde in einer Monstranz die „wundertätige Hostie“ (l'hostie miraculeuse) aufbewahrt, die Philipp der Gute am 27. September 1434 von Papst Eugen IV. als Dank für die Unterstützung beim Konzil von Basel erhalten hatte.

## Die Sainte-Chapelle vom 15. bis 18. Jahrhundert
- Nach seinem Einzug in Dijon am 31. Juli 1479 unterstellte der französische König Ludwig XI. im August die Sainte-Chapelle seinem Schutz.[5]
- Am 12. Mai 1484 wurde eine Bruderschaft gegründet, die den Kult um die Hostie pflegte.[6]
- Am 21. Mai 1505 übersandte König Ludwig XII. nach der Genesung von einer Krankheit der Sainte-Chapelle die Krone, die er bei seiner Krönung in Reims getragen hatte, um sie an der Monstranz mit der Heiligen Hostie zu befestigen.[7]
- Am 22. Juli 1556 wurde wegen einer sechsmonatigen Trockenheit, eine Prozession mit der Heiligen Hostie abgehalten.[7]
- Am 27. Juli 1631 wurde eine Prozession abgehalten, um die Pest, die in Dijon wütete, zu bekämpfen. Das Gleiche wurde im Jahr 1637 wiederholt.[8]
- Louis II. de Bourbon, prince de Condé schenkte der Sainte-Chapelle die Fahnen, die er am 25. Juni 1643 in der Schlacht bei Rocroi erbeutet hatte.

## Die Zerstörung der Sainte-Chapelle
Während der Revolution wurde die Sainte-Chapelle Plünderern überlassen. Am 8. Januar 1791 wurde die Heilige Hostie in die Kirche St. Michel gebracht (und am 10. Februar 1794 zerstört). Am 25. Februar 1792 wurden Gräber geschändet, am 18. Mai die Glocken zerbrochen. Am 23. Mai wurde das hölzerne Chorgestühl in die Kirche St. Bénigne gebracht. Am 7. Juni wurde der Fußboden zerstört, am 11. Juni wurden die Gitter und Statuen entfernt, am 30. Juni die Orgeln abgebaut, um sie in der Kirche St. Michel zu installieren. Anschließend diente die Sainte-Chapelle einige Zeit als Gefängnis. Die Halterungen des Dachstuhls und einige Glasfenster wurden gestohlen. Der Verfall des Bauwerks führte im Jahr 1801 zur Abrissverfügung. Die Versteigerung des Gebäudes erbrachte 38.000 Francs, der Abriss begann im Jahr 1802 und dauerte bis 1804.